# Фундуля
Фундуля (на румънски: Fundulea) е град в окръг Кълъраш, югоизточна Румъния. Населението му е 6851 души (по данни от преброяването от 2011 г.).
Разположен е на 70 m надморска височина в Долнодунавската равнина, на 33 km източно от центъра на Букурещ по пътя за Констанца. За първи път се появява като Fondele в Картата на княжествата Молдова и Влахия от 1774 г. на Якоб Фридрих Шмит. 
Първото документално споменаване е през 1778 г. в Historical and Geographical Memoirs on Wallachia, публикувано в Лайпциг от генерал Бауер: Fundule petit village sur le ruisseau de Katora, страница 145.  В града се намира национален изследователски институт в областта на земеделието, а в миналото е имало голяма военна база.

## Население

### Българи
В периода 1910 – 1920 г. Фундуля е село и е било чисто българско, с преселници от Силистренско. Българи живеят в града и в наши дни.